# Academia Trindadense de Letras
A Academia Trindadense de Letras (com sigla ATLECA) é a entidade literária máxima da cidade goiana de Trindade, fundada no ano de 1990. Dentre outras atividades culturais e literárias, publica o jornal Academus.

## Histórico
Idealizada por Bento Alves Araújo Jayme Fleury Curado teve sua sessão de instalação por ele presidida e ocorrida em 20 de agosto de 1990, na sede da Academia Goiana de Letras, em Goiânia. A posse dos primeiros membros efetivos deu-se no ano seguinte, a 2 de maio, na sede da Subsecretaria Regional de Trindade, que também funcionou como sede provisória.
Após alternar várias sedes provisórias, a ATLECA veio finalmente a possuir sua sede própria em prédio erguido na Casa de Cultura Gabriel Alves de Carvalho.